# Glen H. Taylor
Glen H. Taylor (Portland, 1904. április 12. – Millbrae, 1984. április 28.) az Amerikai Egyesült Államok szenátora (Idaho, 1945–1951).